# Vlag van Doesburg

De vlag van Doesburg

De vlag van Doesburg werd op 30 december 1964 bij raadsbesluit vastgesteld als gemeentevlag. De vlag kan als volgt worden beschreven:
Drie horizontale banen van wit, rood en wit, waarvan de hoogten zich verhouden als 1:2:1, de middelste baan beladen met een gele wassende maan, naar rechts (lees: naar links gewend).

## Geschiedenis
De vlag is gebaseerd op het oudste zegel van Doesburg dat dateert uit de 13e eeuw. De afdrukken daarvan zijn afkomstig uit de jaren 1290 en 1343. Op dit zegel een afbeelding van een enkele maansikkel op een geruit veld. Volgens een legende zou Doesburg door de romein Drusus zijn gesticht en zou men daarom in latere tijden de burcht hebben toegevoegd aan het wapen van Doesburg vanwege het "burg" in de stadsnaam. Het oorspronkelijke symbool, de sikkel, raakte daardoor op de achtergrond als versiering van die burcht. De sikkel werd in ere hersteld bij raadsbesluit op 30 december 1964 op de gemeentevlag waarop de burcht bewust weggelaten werd.

## Verwante afbeelding

Het wapen van Doesburg

Aalten ·
Apeldoorn ·
Arnhem ·
Barneveld ·
Berg en Dal ·
Berkelland ·
Beuningen ·
Bronckhorst ·
Brummen ·
Buren ·
Culemborg ·
Doesburg ·
Doetinchem ·
Druten ·
Duiven ·
Ede ·
Elburg ·
Epe ·
Ermelo ·
Harderwijk ·
Hattem ·
Heerde ·
Heumen ·
Lingewaard ·
Lochem ·
Maasdriel ·
Montferland ·
Neder-Betuwe ·
Nijkerk ·
Nijmegen ·
Nunspeet ·
Oldebroek ·
Oost Gelre ·
Oude IJsselstreek ·
Overbetuwe ·
Putten ·
Renkum ·
Rheden ·
Rozendaal ·
Scherpenzeel ·
Tiel ·
Voorst ·
Wageningen ·
West Betuwe ·
West Maas en Waal ·
Westervoort ·
Wijchen ·
Winterswijk ·
Zaltbommel ·
Zevenaar ·
Zutphen